# Microsorum hemionitideum
Microsorum hemionitideum là một loài thực vật có mạch trong họ Polypodiaceae. Loài này được (Wall.) Copel. miêu tả khoa học đầu tiên năm 1929.